# Am286
 (février 2024).
Si vous disposez d'ouvrages ou d'articles de référence ou si vous connaissez des sites web de qualité traitant du thème abordé ici, merci de compléter l'article en donnant les références utiles à sa vérifiabilité et en les liant à la section « Notes et références ».

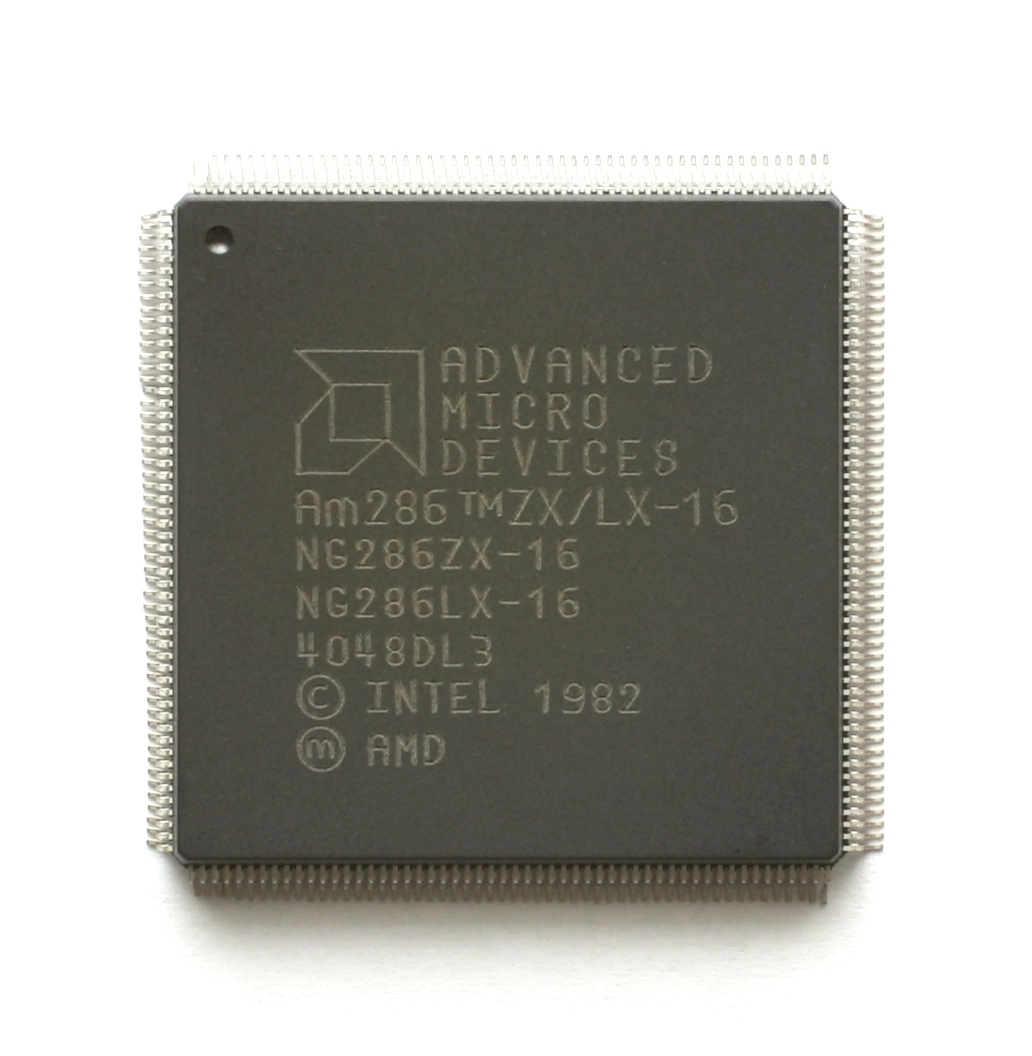
Le processeur Am286.

L’Am286 est un microprocesseur lancé en 1982.
AMD commença les affaires dans les compatibles x86 en tant que fabricant de seconde source pour les processeurs conçus par Intel. IBM demandait à tous ses fournisseurs d’avoir une deuxième source d’approvisionnement, et Intel dut vendre des licences à d’autres compagnies pour s’assurer que le contrat de fabrication pour les IBM PC soit respecté. L’Am286 fut le résultat de ce contrat.
Pratiquement identique au 80286, l’Am286 était en réalité complètement conçu par Intel, brochage et instructions étant compatibles, et basés sur le microcode d’Intel. Ce processeur fut vendu plus tard[Quand ?] comme processeur sur des systèmes embarqués.